# Marco Piscopo
Marco Cosimo Piscopo (Gagliano del Capo, 18 luglio 1983) è un pallavolista italiano.
Gioca nel ruolo di centrale nella Tuscania Volley.

## Carriera
La carriera di Marco Piscopo inizia nel 1997 nelle giovanili dell'Acquarica Volley, per poi essere promosso in prima squadra, in Serie C nell'anno successivo. Nell'annata 1999-20 viene ingaggiato dalla Galatos Pallaolo Galatone, in Serie B1, stessa categoria dove milita per il campionato successivo con la Pallavolo Molfetta, club a cui resta legato per due annate.
Nella stagione 2002-03 si accasa allo Schio Sport in Serie A2, mentre nell'annata seguente è alla Volley Lupi Santa Croce, sempre in serie cadetta; nel 2004 è convocato nella nazionale italiana Under-20. Esordisce in Serie A1 nella stagione 2004-05, grazie all'acquisto da parte della Trentino Volley: tuttavia a campionato in corso viene ceduto alla squadra di Molfetta, in Serie B1; nel 2005 esordisce nella nazionale italiana.
Nell'annata 2005-06 e per quella successiva veste la maglia del Sempre Volley di Padova, per poi far ritorno a Trento per il campionato 2007-08, sempre in Serie A1: con la squadra trentina, in due stagioni di permanenza, vince uno scudetto e la Champions League 2008-09.
Nella stagione 2009-10 viene ingaggiato dalla Pallavolo Modena, dove resta per quattro annate, per trasferirsi poi, nella stagione 2013-14 alla Pallavolo Molfetta, ancora in Serie A1.
Torna a disputare la Serie A2 per il campionato 2015-16 con la Pallavolo Azzurra Alessano mentre nella stagione 2017-18 difende i colori della Tuscania Volley, nella stessa divisione.

## Palmarès

### Club
- Campionato italiano: 1

2007-08
- Champions League: 1

2008-09